# Aristide Bruant

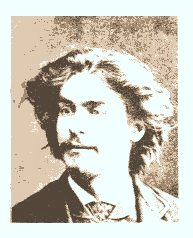
Aristide Bruant

Aristide Bruant (nascut Aristide Louis Armand Bruand el 6 de maig de 1851 a Courtenay (Loiret) i mort a París l'11 de febrer de 1925) va ser un cançonetista i escriptor francès. La seva corpenta, la seva presència escènica, la seva veu i les seves cançons populars van fer d'ell una icona de la Cançó francesa. És conegut sobretot com l'home de la bufanda vermella i la capa negra que apareixen en alguns cartells famosos d'Henri de Toulouse-Lautrec. També s'ha acreditat com el creador del gènere musical chanson realiste.
És considerat un dels més grans poetes de l'argot de finals del segle xix i començaments del segle xx.